# František Trojan & Alois Nagl, Továrna velocipedů a motocyklů Torpedo

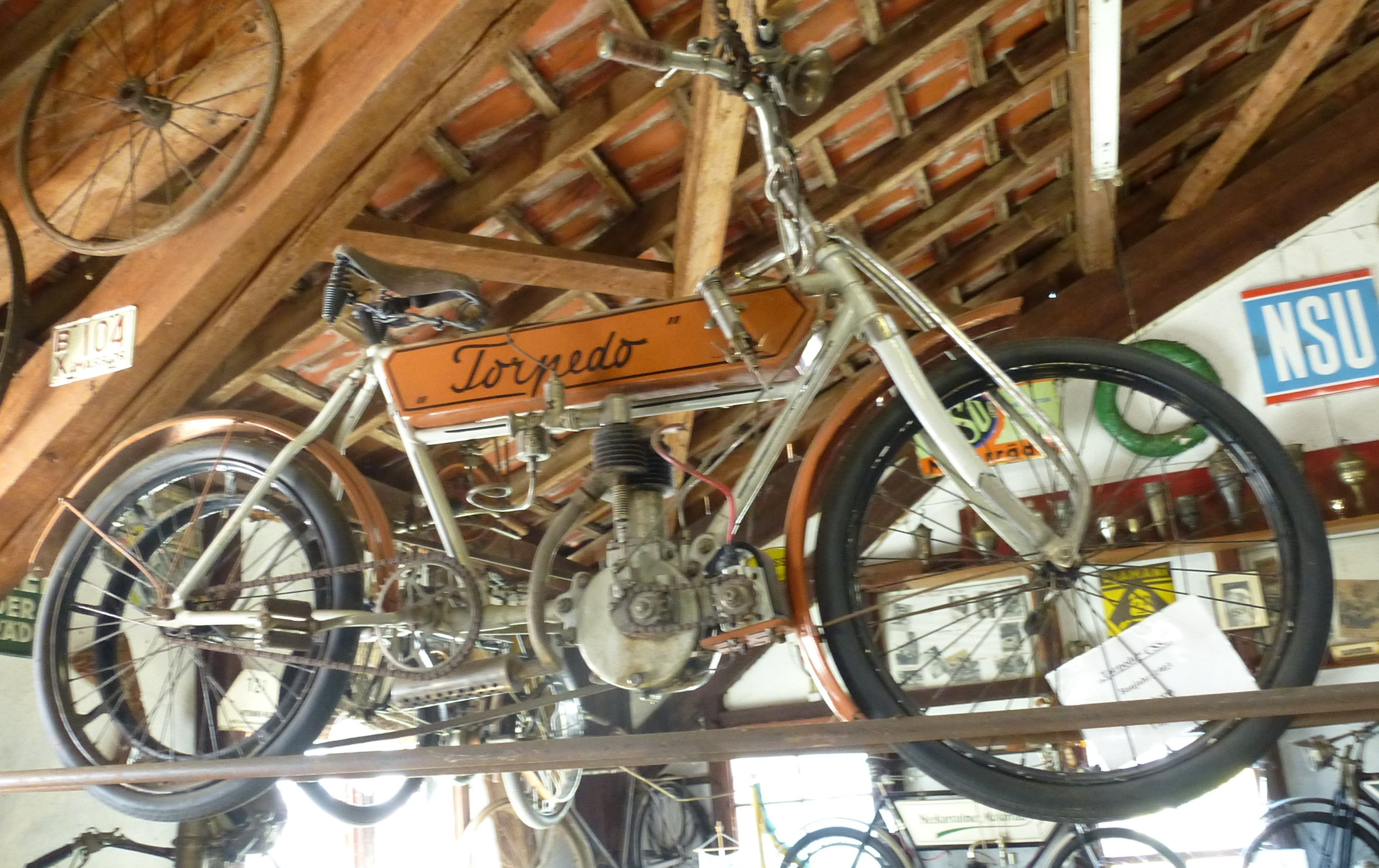
Torpedo-Motorrad von 1903

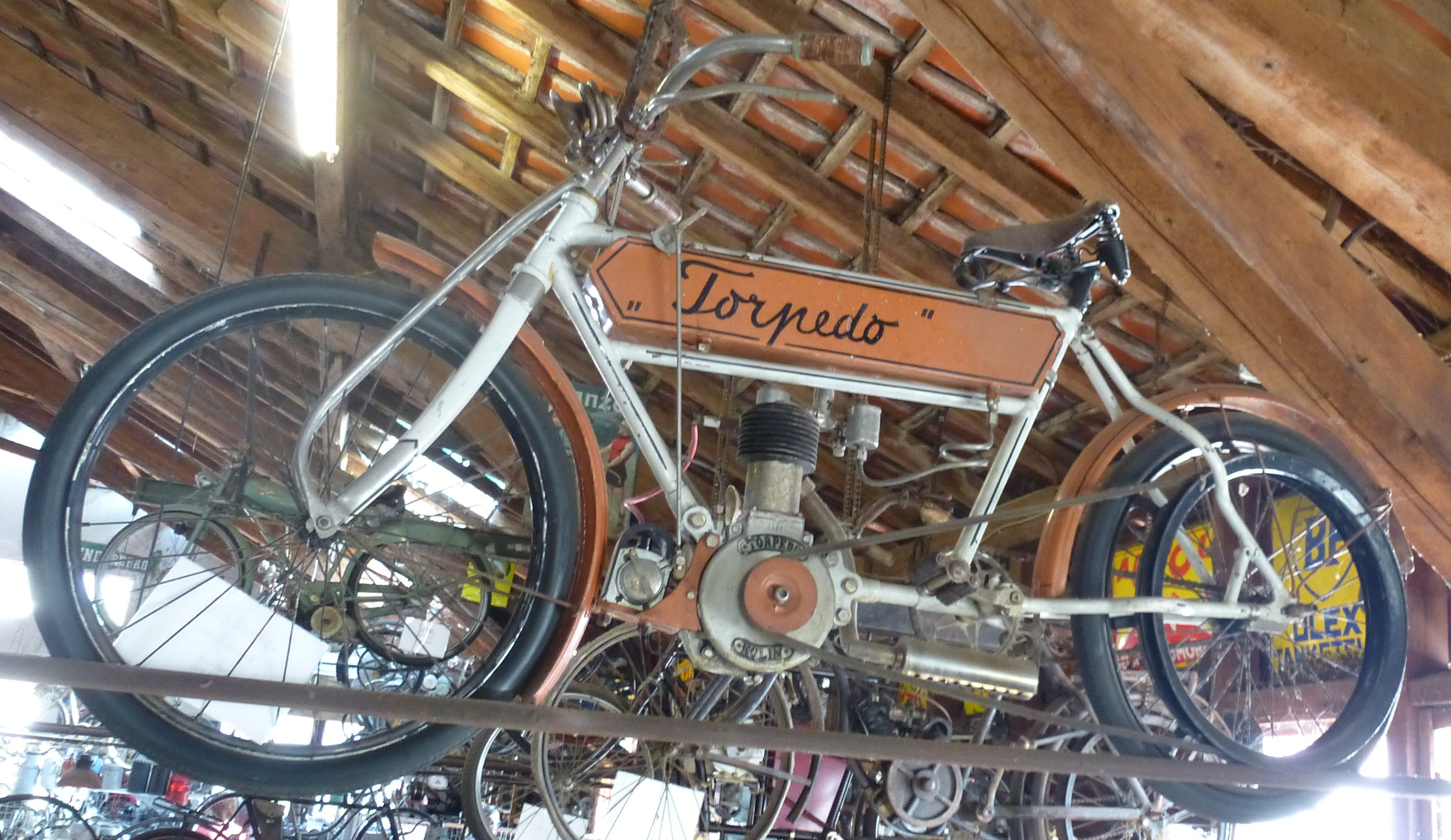
Andere Ansicht

František Trojan & Alois Nagl, Továrna velocipedů a motocyklů Torpedo war ein Hersteller von Fahrrädern, Motorrädern und Automobilen aus Österreich-Ungarn.

## Unternehmensgeschichte
František Trojan (1877–1930) gründete 1901 das Unternehmen in Kolín. Zwischen 1903 und 1914 entstanden zusammen mit Alois Nagl (1878–1927) Motorräder mit dem Markennamen Torpedo. Zwischen 1906 und 1907 wurden auch Automobile hergestellt. Laut einer anderen Quelle wurde lediglich ein Auto fertiggestellt und auf der Prager Automobilausstellung im Jahre 1907 präsentiert. Später entstanden auch Flugmotoren. Nach dem Ersten Weltkrieg gründeten zwei ehemalige Mitarbeiter Posejpal & Zwetschke im gleichen Ort.

## Fahrzeuge

### Automobile
Das Unternehmen stellte Kleinwagen her. Für den Antrieb sorgte ein selbst entwickelter V2-Motor mit SV-Ventilsteuerung, der 7 PS leistete. Die offene Karosserie bot Platz für zwei Personen.

### Motorräder
Im Angebot standen einerseits Motorräder mit Einzylindermotoren, die wahlweise 3,5 oder 4 PS leisteten, andererseits auch Zweizylindermotoren mit 6 und 8 PS Leistung, und als Einzelstück die Torpedo V4 von 1909.